# Difluor-diklóretilén
A difluor-diklóretilén halogénezett oldószer. Veszélyes kémiai anyag, a bőrt és a nyálkahártyát izgatja. Hűtőközegként R-1112a néven használják.

## Fordítás
Ez a szócikk részben vagy egészben a Dichlorodifluoroethylene című angol Wikipédia-szócikk ezen változatának fordításán alapul.  Az eredeti cikk szerkesztőit annak laptörténete sorolja fel. Ez a jelzés csupán a megfogalmazás eredetét és a szerzői jogokat jelzi, nem szolgál a cikkben szereplő információk forrásmegjelöléseként.

## Külső hivatkozások
- New Jersey Dept. of Health Hazardous Substance fact sheet (.pdf)